# Мейендорф, Ирена фон
Ирена фон Ме́йендорф (нем. Irene von Meyendorff; урожд. баронесса Ирена Изабелла Маргарете Паулина Цецилия фон Мейендорф (Irene Isabella Margarethe Paulina Caecilia Freiin von Meyendorff); 6 июня 1916, Ревель, Российская империя — 28 сентября 2001, Кингс-Сомборн, Хэмпшир) — немецкая актриса.

## Биография
Ирена фон Мейендорф — представительница дворянского балтийского немецкого рода Мейендорфов. Её семья бежала в Германию после Октябрьской революции. Отец Ирены умер в 1925 году. Детство прошло в Бремене. По окончании школы она пошла работать монтажёром на киностудию UFA. Там её заметили и предложили сразу главную роль в приключенческом фильме режиссёра Вернера Клинглера «Последняя четвёрка из Санта-Круз». Ирена фон Мейендорф получила образование как театральная актриса и пользовалась успехом в кинематографе.
Мейендорф играла преимущественно роли благородных дам. В пропагандистском фильме «Кольберг» она играла роль королевы Пруссии Луизы. После Второй мировой войны баронесса Мейендорф в основном была занята в театре. Она выступала с гастролями в Штутгарте, Цюрихе, Франкфурте-на-Майне и Гамбурге.
Ирена фон Мейендорф была замужем четыре раза: за врачом Хайнцем Цалером, за кинопродюсером Йоахимом Маттесом, за журналистом из Гамбурга Питтом Зеверином и за британским актёром Джеймсом Робертсоном Джастисом. В 1967 году Ирена фон Мейендорф получила британское гражданство и проживала в Англии.
В 1988 году удостоена высшей национальной награды Германии в области кинематографа «Deutscher Filmpreis» в знак почёта: 

за её неизменно выдающийся индивидуальный вклад в развитие немецкого кино на протяжении многих лет

## Фильмография
| - 1935/1936: Последняя четвёрка из Санта-Круз — Die letzten Vier von Santa Cruz - 1936: Verräter - 1938: Fahrendes Volk - 1937/1938: Es leuchten die Sterne - 1938: Zwei Frauen - 1939: Schneider Wibbel - 1939: Leinen aus Irland - 1939: Wir tanzen um die Welt - 1939/1940: Casanova heiratet - 1941: Frau Luna - 1941: Was geschah in dieser Nacht? - 1942: Einmal der liebe Herrgott sein - 1942: Wen die Götter lieben - 1942: Johann - 1942: Жертвенный путь — Opfergang - 1943: Um 9 kommt Harald - 1943/44: Eine kleine Sommermelodie (запрещён, не был в прокате) - 1943/45: Кольберг — Kolberg - 1944: Philharmoniker - 1944/1945: Der Fall Molander | - 1947/1948: Film ohne Titel - 1948: Der Apfel ist ab - 1949: 1x1 der Ehe - 1950: Epilog — Das Geheimnis der Orplid - 1950: Pikanterie - 1951: Gift im Zoo - 1953: Der Vetter aus Dingsda - 1954: Bildnis einer Unbekannten - 1954: Ротмистр Вронский — Rittmeister Wronski - 1955: Versuchung - 1956: Zärtliches Geheimnis / Ferien in Tirol - 1956: Drei Birken auf der Heide - 1957: Die Freundin meines Mannes - 1960: Im Namen einer Mutter - 1960: Die Botschafterin - 1960: Das Paradies - 1965: Hell ist Empty - 1965: Lange Beine — lange Finger - 1968: Майерлинг — Mayerling |